# Chuyến tàu đầu tiên chở hàng loạt người Do Thái đến trại tập trung Auschwitz
Chuyến tàu đầu tiên chở hàng loạt người Do Thái đến trại tập trung Auschwitz khởi hành từ trại trung chuyển Poprad ở Slovakia vào ngày 25 tháng 3 và đến đích vào ngày 26 tháng 3 năm 1942. Chuyến tàu này đánh dấu sự khởi đầu công tác trục xuất người Do Thái đến trại tập trung Auschwitz một cách có hệ thống của Cơ quan An ninh Trung ương của Đế chế thứ ba và cũng là đợt vận chuyển người Do Thái đầu tiên từ Slovakia. 

## Bối cảnh
Trục xuất là kết quả tất yếu của các biện pháp bài trừ người Do Thái do Nhà nước Slovakia liên kết với phe Trục áp đặt từ năm 1939 đến đầu năm 1942. Nếu không có giấy phép hành nghề đặc biệt, người Do Thái không thể đi làm, còn các cửa hàng kinh doanh thì bị tước đoạt và chuyển giao cho người khác điều hành. Kết quả là tình trạng đói nghèo xảy ra khắp nơi. Để giải quyết, Slovakia đồng ý với chính phủ Đức sẽ trục xuất 20.000 người Do Thái trong độ tuổi lao động đến lãnh thổ Ba Lan do Đức chiếm đóng, trả cho chính quyền Đức Quốc Xã 500 Reichsmarks mỗi người (được cho là để trang trải chi phí tái định cư). Theo thỏa thuận, 7.000 phụ nữ chưa kết hôn sẽ bị trục xuất đến trại tập trung Auschwitz và 13.000 nam giới chưa kết hôn sẽ bị trục xuất đến trại tập trung Majdanek.
Trại Auschwitz được thành lập vào năm 1940. Những nạn nhân đầu tiên ở đây là tù binh Liên Xô, tù nhân chính trị Ba Lan và một số lao động cưỡng bức người Do Thái tại các trại của Tổ chức Schmelt ở Đông Thượng Silesia không còn khả năng lao động. Các phòng hơi ngạt được đưa vào sử dụng vào tháng 10 năm 1941 nhưng nạn nhân không phải là người Do Thái. Chuyến vận chuyển tù nhân nữ đầu tiên đến vào ngày 26 tháng 3 năm 1942 từ trại tập trung Ravensbrück (sớm hơn cùng ngày với chuyến vận chuyển người Do Thái đầu tiên) bao gồm 999 tù nhân, hầu hết là thành phần tệ nạn. Họ phụ canh gác các phụ nữ Do Thái và có những hành vi tàn bạo.

## Vận chuyển

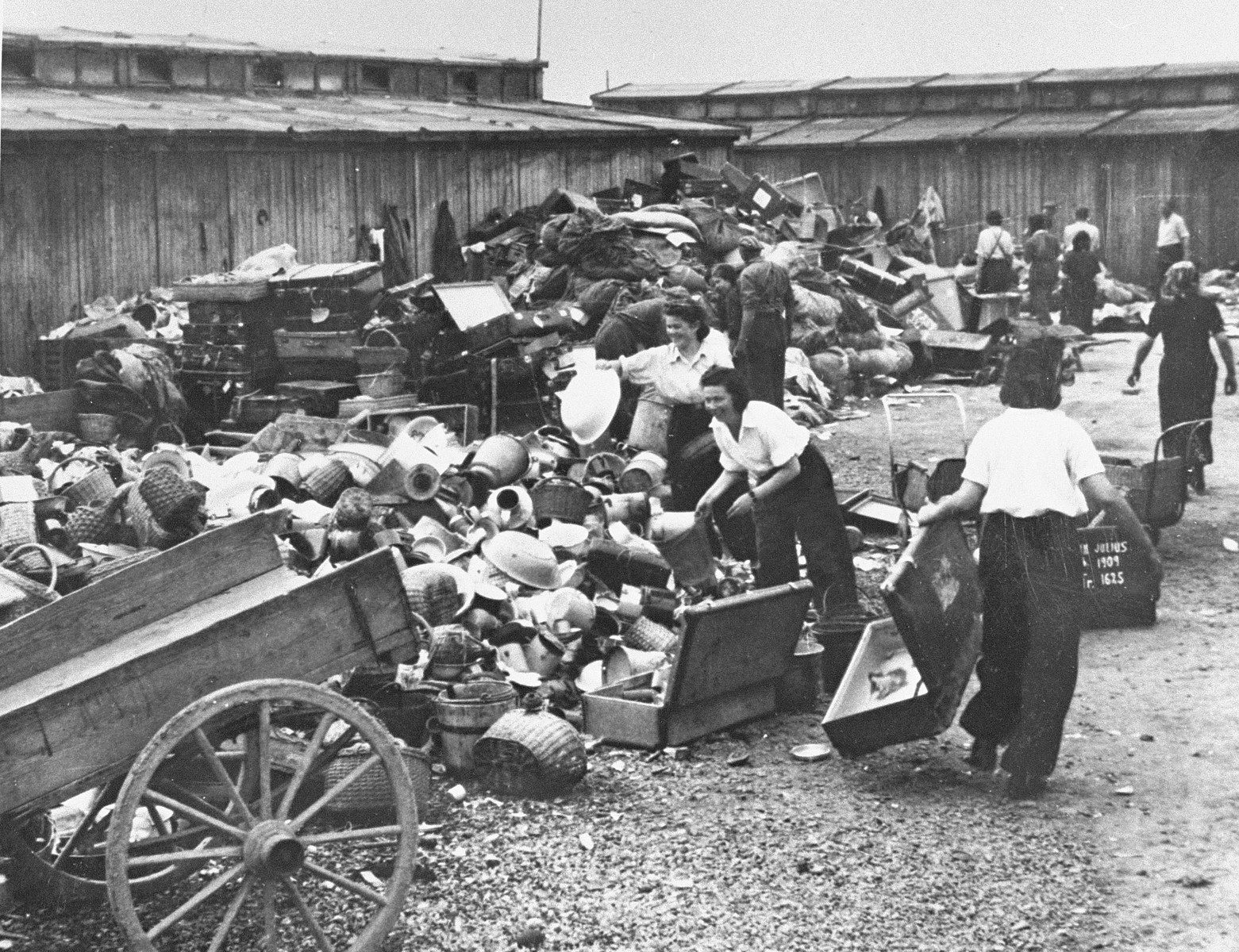
Linda Reich (giữa) là một trong các nạn nhân của chuyến tàu này. Cô đang cùng các tù nhân khác phân loại đồ đạc tịch thu được từ những người Do Thái bị trục xuất từ Carpathian Ruthenia, năm 1944

Tin tức về việc trục xuất sắp tới đã bị rò rỉ vào ngày 3 tháng 3 năm 1942, khi nhiều người Do Thái đến thăm các văn phòng của Trung tâm Do Thái ở Bratislava để xác nhận tin đồn. Cuộc vây bắt phụ nữ từ các thị trấn và làng mạc ở vùng Šariš- Zemplín phía đông bắt đầu vào ngày 21 tháng 3. Ở một số khu vực, những kẻ thực thi trục xuất trong thị trấn đã thông báo về việc trục xuất trong khi những người phụ nữ chỉ có 24 giờ để chuẩn bị nhằm ngăn họ trốn tránh bị trục xuất. Tuy nhiên, nhiều phụ nữ đã tìm cách tránh được cuộc vận chuyển, mặc dù hầu hết những người này đều bị trục xuất trong các chuyến vận chuyển sau đó. Hầu hết những người bị trục xuất là tầng lớp lao động và nhiều người đến từ các gia đình Haredi (Chính thống giáo). Khoảng một nửa họ trong độ tuổi từ 16 đến 21.
Tại trại trung chuyển Poprad, những người phụ nữ bị Đội bảo vệ Hlinka (của Slovakia) lạm dụng và lấy tài sản. Ở sân ga trước khi chuyến tàu khởi hành,  "cố vấn Do Thái" của lực lượng SS cho Slovakia là Dieter Wisliceny phát biểu với những người bị trục xuất, nói rằng họ sẽ được phép trở về nhà sau khi hoàn thành công việc mà chính quyền Đức đề ra. Những người bị trục xuất đầu tiên không biết về những gì sắp tới và cố gắng lạc quan. Theo những người sống sót kể lại, các bài hát bằng tiếng Do Thái và tiếng Slovak vang lên khi tàu vận tải rời sân ga. Tàu rời Poprad lúc 20:20 ngày 25 tháng 3 và băng qua biên giới Slovakia gần Skalité lúc 4:00 ngày hôm sau rồi đến Auschwitz vào buổi chiều. Tại đây, họ bị tước đoạt những của cải cuối cùng, bị lột trần trụi, cạo trọc đầu và đánh số tù nhân từ 1.000 đến 2.000.
Đây là chuyến vận chuyển hàng loạt người Do Thái đầu tiên đến trại Auschwitz và là chuyến đầu tiên được tổ chức bởi văn phòng của Adolf Eichmann, Referat IV B4. Theo nghiên cứu của tác giả người Mỹ Heather Dune Macadam, Đức Quốc Xã định trục xuất 999 phụ nữ Do Thái nhưng danh sách có một số tên bị trùng, thành ra chỉ có 997 phụ nữ bị trục xuất. Có hai chị em, cả hai đều mắc bệnh tiểu đường đã tự tử trước khi kết thúc tuần đầu tiên ở trại.

## Hậu quả

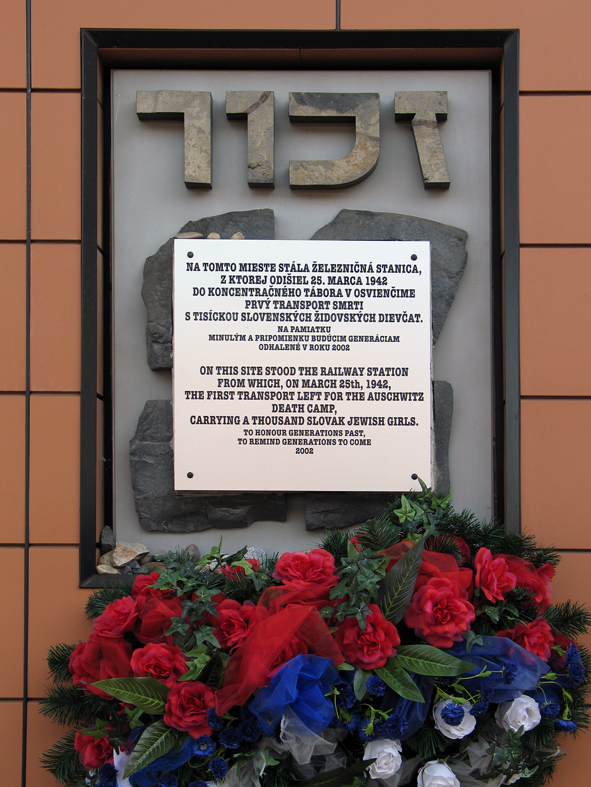
Tấm bảng ở ga xe lửa Poprad tưởng nhớ những người bị trục xuất

Đây là chuyến đầu tiên trong số 57 chuyến vận tải khởi hành từ Slovakia vào năm 1942, mang theo 57.628 người Do Thái, trong đó chỉ có vài trăm người sống sót trở về. Việc trục xuất được hợp pháp hóa vào tháng 5 bằng Nghị định 68/1942 (có hiệu lực về trước). Trong ba tháng, những phụ nữ Do Thái Slovakia từ chuyến này và những chuyến tiếp theo là những phụ nữ Do Thái duy nhất ở Auschwitz.
Đến cuối năm 1942, hầu hết phụ nữ đã bỏ mạng vì bệnh tật, do tuyển chọn, suy dinh dưỡng hoặc các nguyên nhân khác. Chỉ một số ít có các vị trí đặc quyền trong quản lý, từ đó có được các điều kiện cần thiết để tồn tại. Theo lời khai, có khoảng 20 người sống sót từ chuyến tàu này. Rena Kornreich Gelissen là một trong những người sống sót và chấp bút một cuốn hồi ký với Macadam. Sau này, Macadam viết một cuốn sách bao quát về các vụ vận chuyển mang tên 999: The Extraordinary Young Women of the First Official Jewish Transport to Auschwitz (999: Những phụ nữ trẻ phi thường trong chuyến vận chuyển người Do Thái chính thức đầu tiên đến trại Auschwitz). Sách phát hành năm 2019.
Năm 2002, một tấm bảng được lắp tại ga xe lửa Poprad để kỷ niệm. Năm 2016, có báo cáo rằng hàng năm, hàng chục người tụ tập tại địa điểm này để tưởng nhớ sự kiện này, bao gồm cả giám đốc Bảo tàng Văn hóa Do Thái Pavol Mešťan. Vào dịp kỷ niệm 75 năm (ngày 25 tháng 3 năm 2017), Tổng thống Andrej Kiska dự lễ khánh thành một tấm bảng kỷ niệm tại trường tiểu học nơi những người Do Thái bị giam giữ tạm thời trước khi bị trục xuất. Ông cũng đã gặp nạn nhân cuối cùng còn sống là Edita Grosmanová. Bà Grosmanová qua đời vào tháng 8 năm 2020.

### Ấn phẩm
- Büchler, Yehoshua (1996). “First in the Vale of Affliction: Slovakian Jewish Women in Auschwitz, 1942”. Holocaust and Genocide Studies. 10 (3): 299–325. doi:10.1093/hgs/10.3.299. ISSN 8756-6583.
- Kamenec, Ivan (2007). On the Trail of Tragedy: The Holocaust in Slovakia (bằng tiếng Anh). Bratislava: Hajko & Hajková. ISBN 9788088700685.
- Longerich, Peter (2010). Holocaust: The Nazi Persecution and Murder of the Jews (bằng tiếng Anh). Oxford: Oxford University Press. ISBN 978-0-19-280436-5.
- Rajcan, Vanda; Vadkerty, Madeline; Hlavinka, Ján (2018). “Slovakia”.  Trong Megargee, Geoffrey P.; White, Joseph R.; Hecker, Mel (biên tập). Camps and Ghettos under European Regimes Aligned with Nazi Germany. Encyclopedia of Camps and Ghettos, 1933–1945. 3. Bloomington: United States Holocaust Memorial Museum. tr. 842–852. ISBN 978-0-253-02373-5.
- Wachsmann, Nikolaus (2015). KL: A History of the Nazi Concentration Camps (bằng tiếng Anh). New York: Farrar, Straus and Giroux. ISBN 978-1-4299-4372-7.